# A.B. Quintanilla
Abraham Isaac Quintanilla III (Toppenish, 13 de dezembro de 1963), mais conhecido profissionalmente como AB Quintanilla III ou AB Quintanilla, é um produtor musical, compositor, cantor e músico americano. Chamado de " Rei da Cumbia " devido à sua influência e impacto no gênero musical cumbia. 
AB é o irmão mais velho da cantora Selena, conhecida como a " Rainha da Música Tejano ", tendo produzido e escrito muitos de seus sucessos ao longo de sua carreira, é o criador e fundador das bandas Kumbia Kings e Kumbia All Starz, também tendo produzido e escrito seus sucessos, bem como atuado como membro de ambas, e contribuiu, produziu e escreveu muitos músicas para outros artistas.
Junto com Selena, sua outra irmã Suzette, e seu pai Abraham, formaram a banda Los Dinos em 1980. Como membro da banda, AB tocou baixo, produziu e escreveu canções para Selena que se tornaram singles de sucesso como " Como la Flor ", " Amor Prohibido " e " No Me Queda Más ".